# Zenta Mauriņa
Zenta Mauriņa [ˈzenta ˈmaʊ̯riɲa] (Lejasciems, Letonia, 15 de diciembre  de 1897  - Basilea, Suiza, 25 de abril de 1978) fue una escritora letona que cultivó los géneros narrativo, biográfico, autobiográfico y ensayístico.

## Biografía
Su padre, Roberts Mauriņš, era médico rural; su madre, Melanie Mauriņa, nacida Melanie Knappe, de origen alemán, era una pianista de San Petersburgo. Poco después de su nacimiento, la familia se trasladó a Grobiņa, al este de Liepāja. A la edad de 5 años, Zenta Maurina enfermó de poliomielitis y quedó postrada para siempre en una silla de ruedas. En 1915 finalizó con una distinción su educación secundaria en Liepāja. En 1921 estudió en la Facultad de Filosofía y Filología de la Universidad de Riga, donde obtuvo el doctorado en Filología, en 1938.
Huyendo de los soviets, a través de Alemania, llegó a Upsala, en Suecia, donde permaneció hasta 1966. Seguidamente se trasladaría a vivir a Bad Krozingen, al sur de Friburgo de Brisgovia, en Alemania.
Fue esposa del también escritor letón, filósofo y psicólogo Konstantin Raudive.
La obra de Maurina está marcada por las tres lenguas que dominaba: letón, ruso y alemán, y por el destino de Letonia en el siglo XX, entre la libertad y la opresión.

## Obra
- Die weite Fahrt (El largo viaje. Autobiografía, al igual que los siguientes cuatro títulos)
- Denn das Wagnis ist schön (Puesto que el atrevimiento es hermoso)
- Die eisernen Riegel zerbrechen (Los cerrojos de hierro se hacen añicos)
- Mein Lied von der Erde (Mi canción de la Tierra)
- Briefe aus dem Exil (Cartas desde el exilio)
- Dostojewskij. Biografía.
- Über Liebe und Tod (Sobre vida y muerte), Memmingen/Allgäu, 1960. Ensayo.
- Mosaik des Herzens (Mosaico del corazón). Ensayo.
- Im Anfang war die Freude (En el principio era la alegría). Relato.
- Geliebtes Leben - gelebtes Leben (Vida amada - Vida vivida). Ensayo.
- Porträts russischer Schriftsteller (Retratos de escritores rusos). Ensayo.
- Konstantin Raudive zum Gedächtnis (En memoria de Konstantin Raudive), Memmingen, 1975.

## Premios
- 1968 - Bundesverdienstkreuz 1. Klasse
- 1971 - Konrad-Adenauer-Preis der Deutschlandstiftung